# Black Lightning (série télévisée)
Pour les articles homonymes, voir Black Lightning (homonymie).
Black Lightning est une série télévisée américaine en 58 épisodes de 42 minutes créée par Mara Brock Akil (en) et Salim Akil, et diffusée du 16 janvier 2018 au 24 mai 2021 sur le réseau The CW.
La série est basée sur le personnage de DC Comics Black Lightning / Jefferson Pierce, un super-héros créé par Tony Isabella et Trevor Von Eeden. Après deux saisons sans lien avec l'Arrowverse, The CW annonce que la famille Pierce sera présente pendant le crossover annuel qui réunira toutes les séries de l'univers intitulé Crisis On Infinite Earths. Après la fin de la série, Cress Williams reprendra aussi son rôle dans deux épisodes de la saison 8 de la série Flash lors du crossover Armageddon.
Au Canada et dans les pays francophones, la série est diffusée à partir du 23 janvier 2018 sur Netflix pour les trois premières saisons.

## Synopsis
Jefferson Pierce, un super-héros qui a raccroché son costume neuf ans auparavant après avoir manqué de mourir au combat pour s'occuper de sa famille, est forcé de reprendre du service quand sa ville se retrouve rongée par le crime et le règne d'un gang mafieux. Il redevient alors Black Lightning, un méta-humain qui a la capacité de manipuler les champs électro-magnétiques.

## Distribution

### Acteurs principaux
- Cress Williams (VF : Namakan Koné) : Jefferson Pierce / Black Lightning
- Christine Adams (VF : Annie Milon) : Lynn Pierce
- China Anne McClain (VF : Ludivine Maffren) : Jennifer Pierce / Lightning
- Laura Kariuki  : J.J. Stewart
- Nafessa Williams (VF : Adeline Germaneau) : Anissa Pierce / Thunder
- James Remar (VF : Guy Chapellier) : Peter Gambi
- Marvin « Krondon » Jones III (en) (VF : Thierry Mercier) : Tobias Whale (en)
- Damon Gupton (VF : Olivier Cordina) : William Henderson
- Jordan Calloway (VF : Romain Altché) : Khalil Payne (depuis la saison 2, récurrent saison 1)

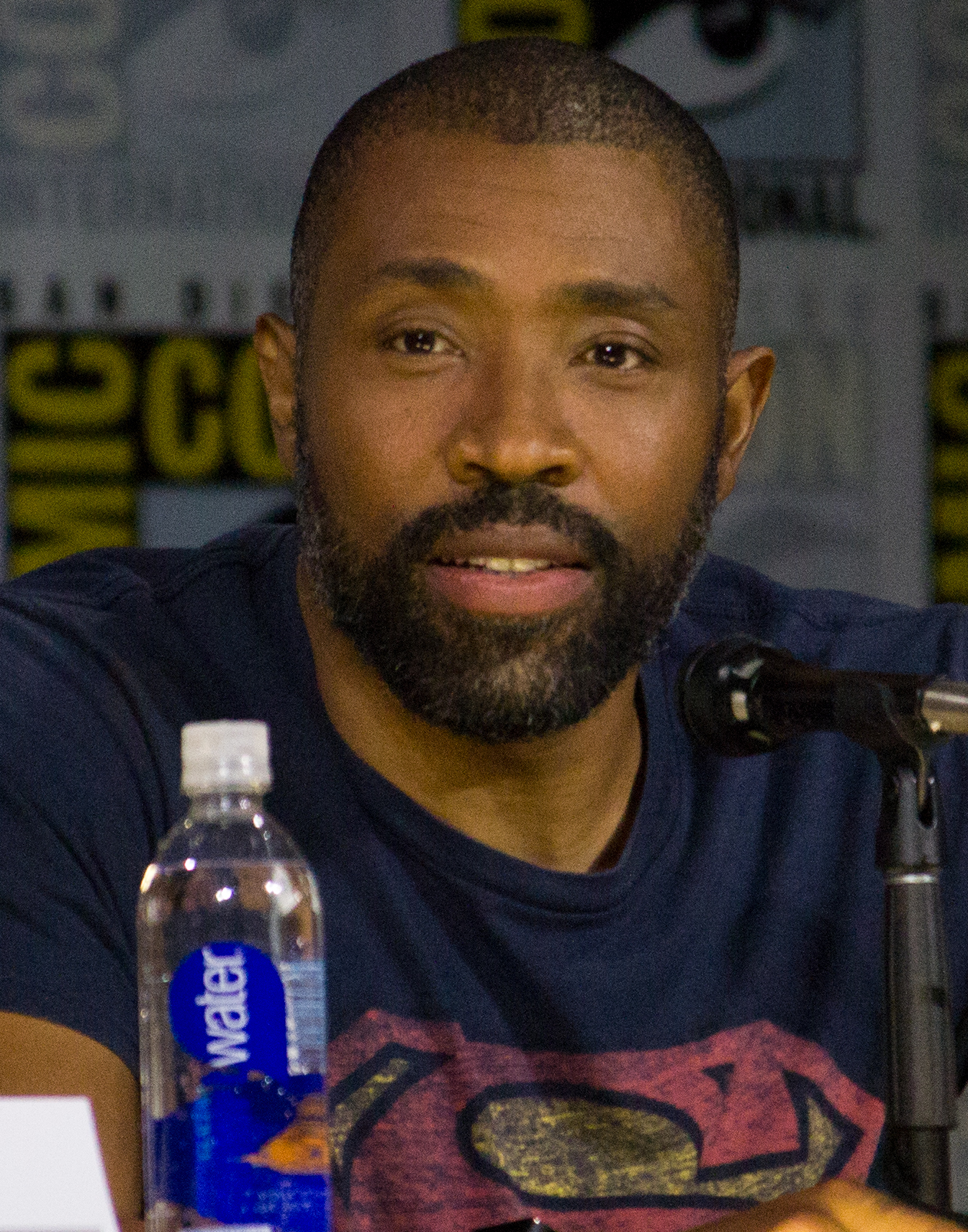
Cress Williams interprète Jefferson Pierce / Black Lightning.
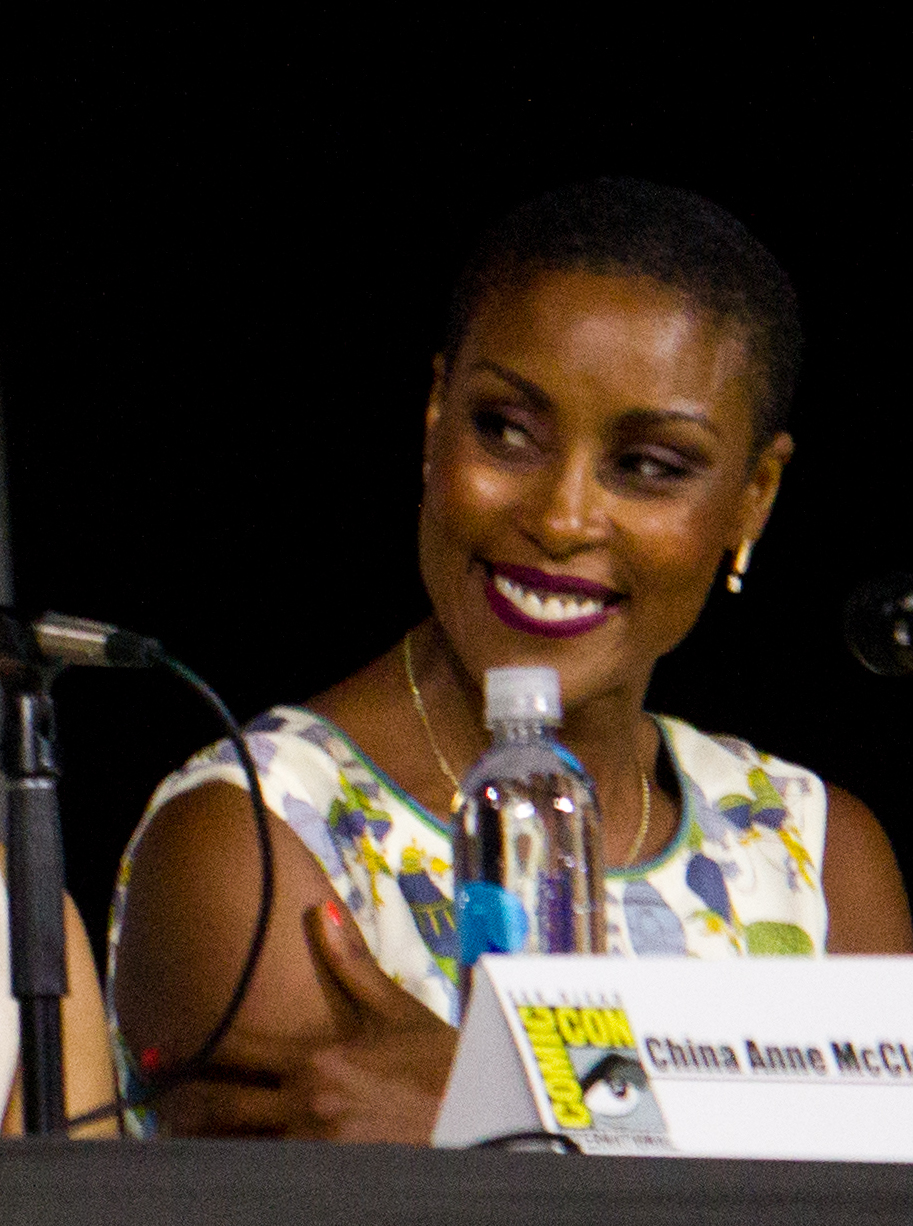
Christine Adams interprète Lynn Pierce.
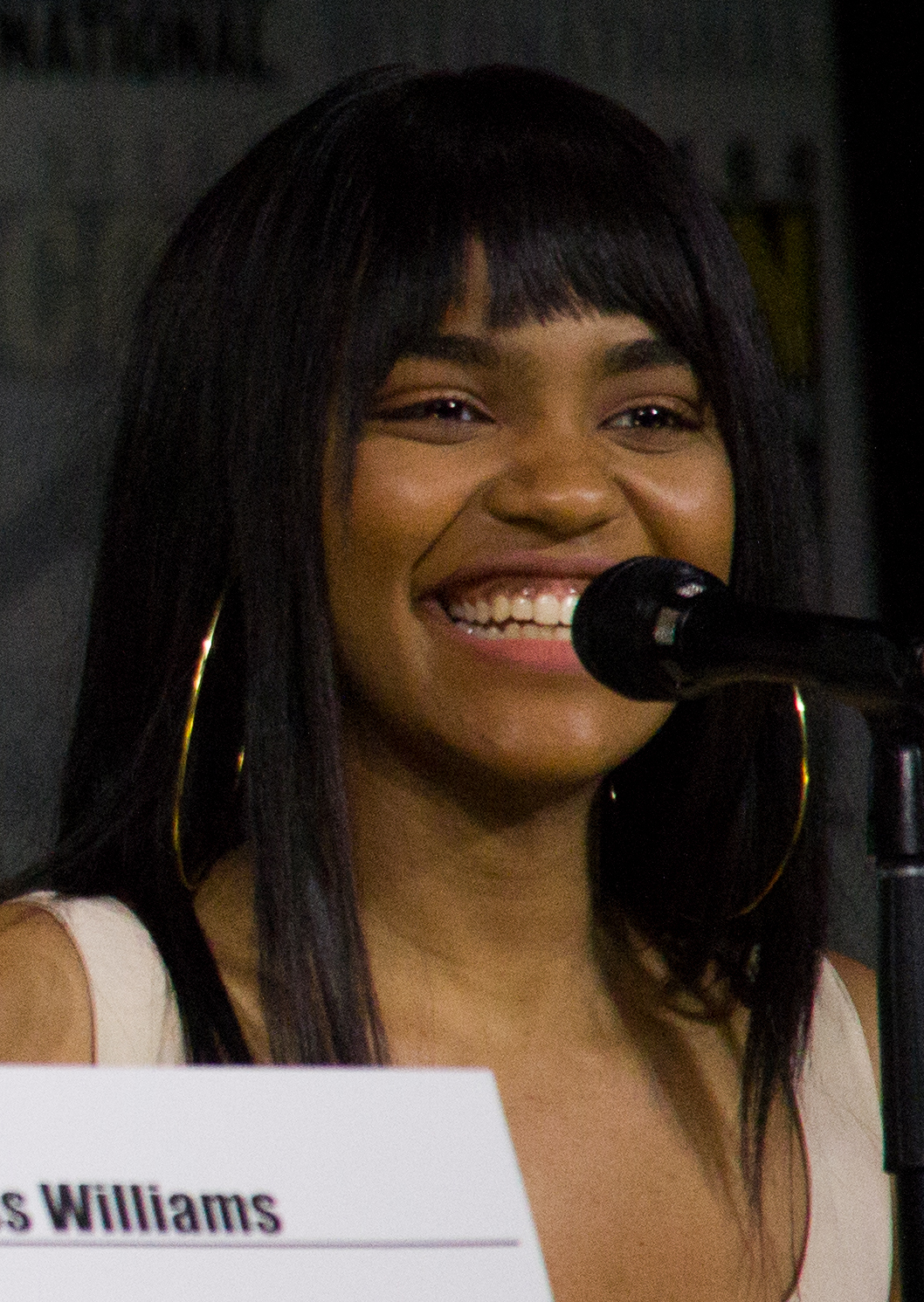
China Anne McClain interprète Jennifer Pierce
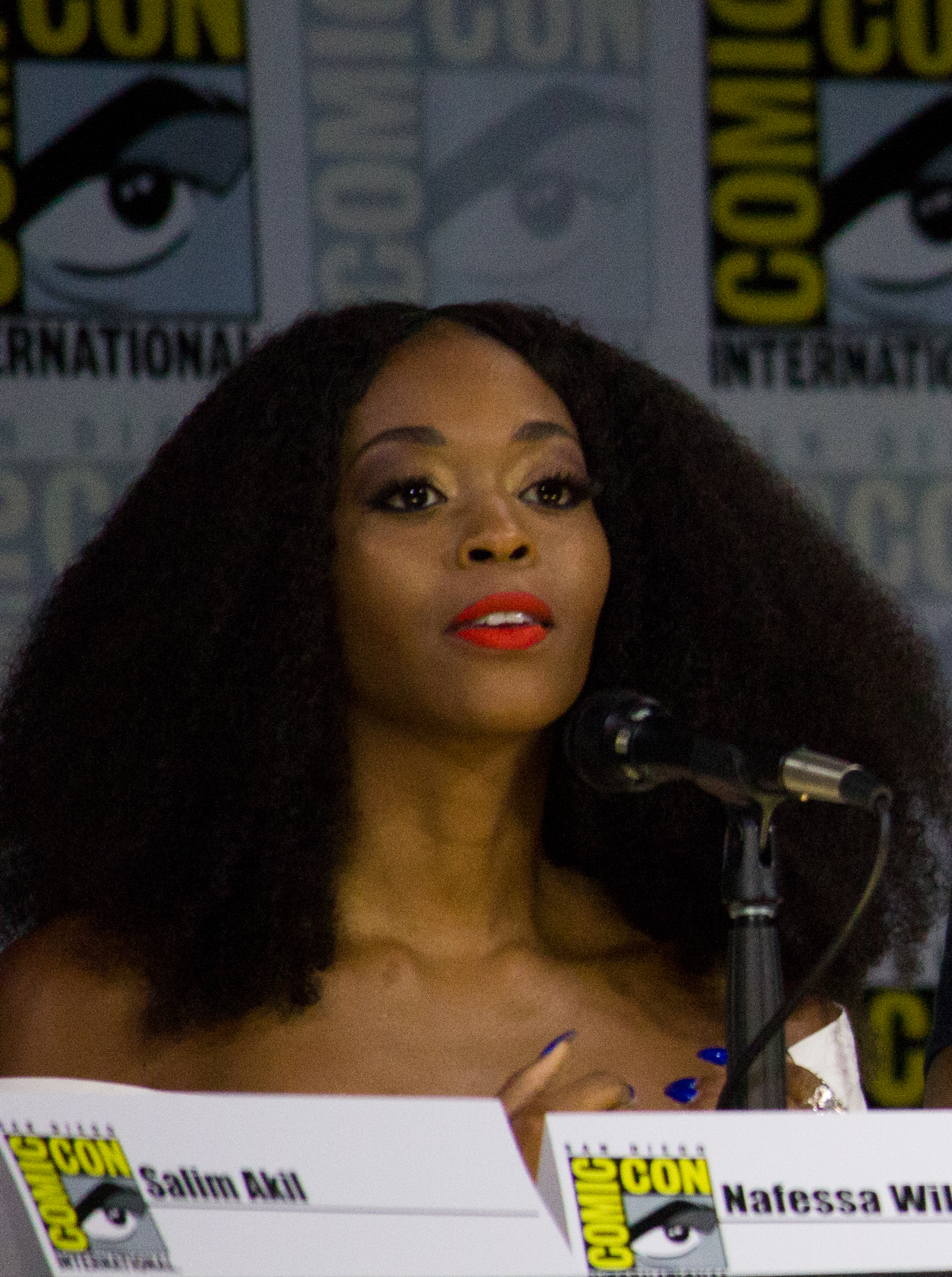
Nafessa Williams interprète Anissa Pierce.
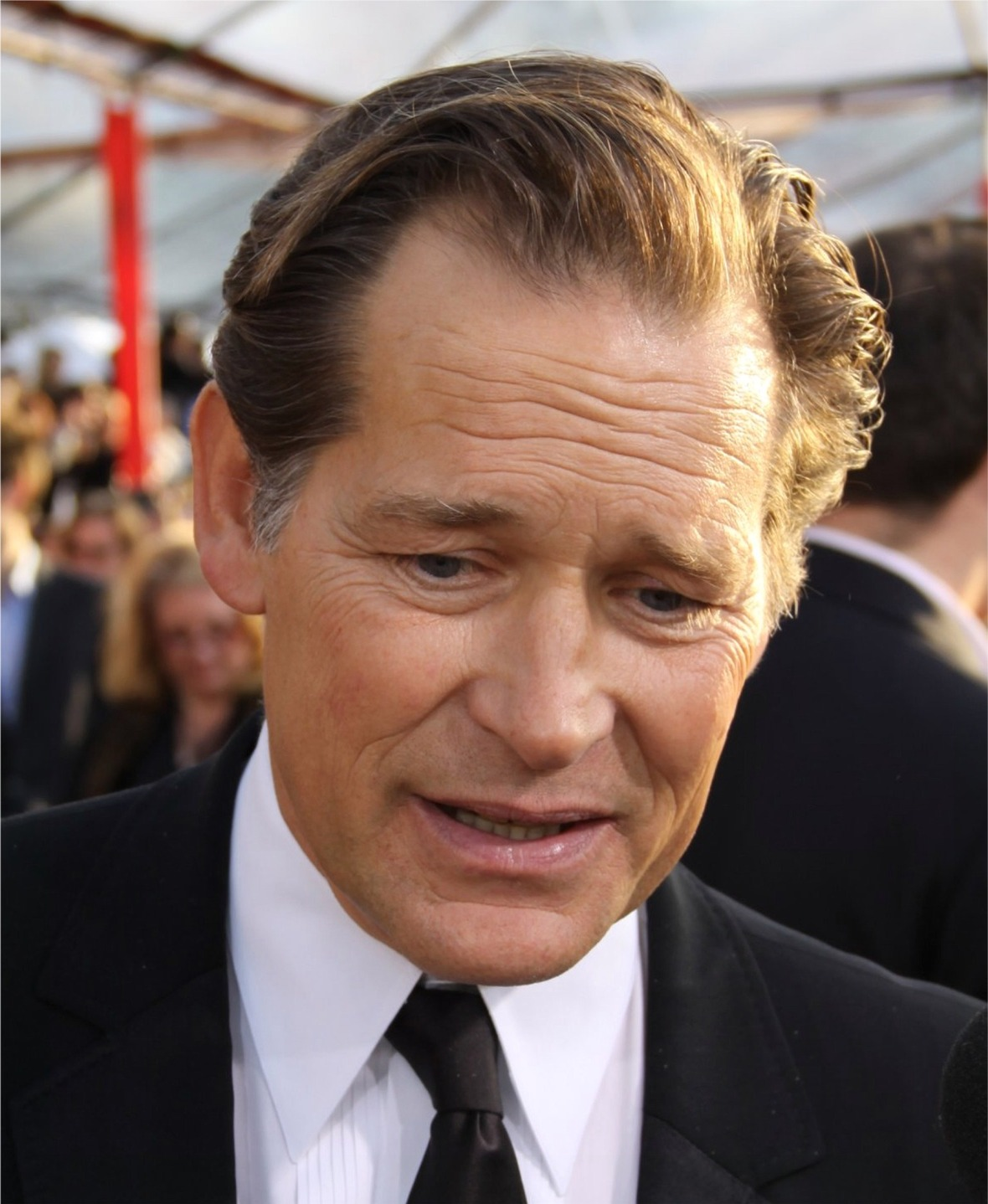
James Remar interprète Peter Gambi.
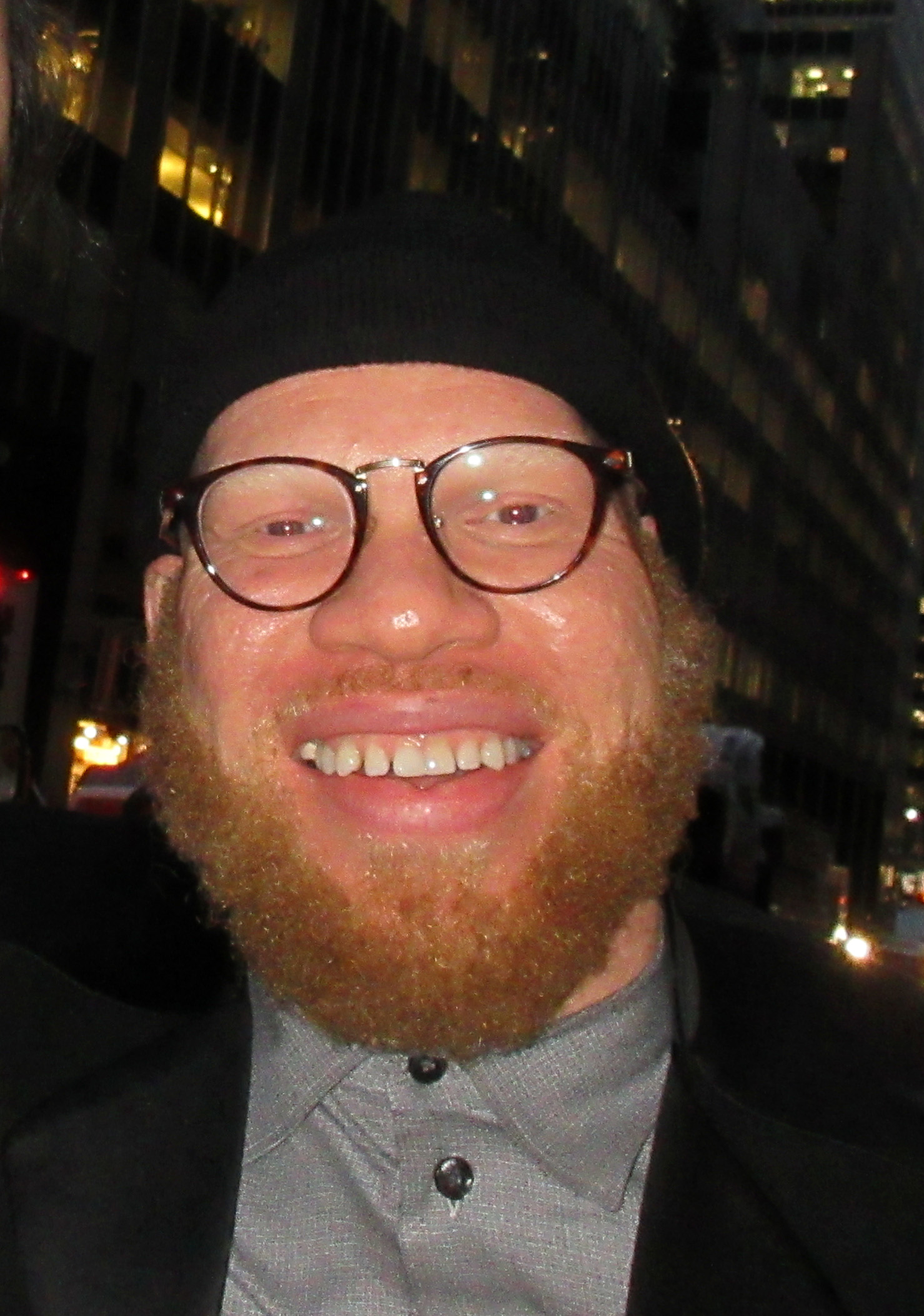
Marvin "Krondon" Jones III interprète Tobias Whale

### Acteurs récurrents
Saison 1
- Charlbi Dean (VF : Emmylou Homs) : Syonide (en) (8 épisodes)
- Skye P. Marshall (VF : Sara Viot) : Kara Fowdy, la principale adjointe de Garfield High (7 épisodes)
- William Catlett (VF : Mohad Sanou) : Latavius / Lala (7 épisodes)
- Kyanna Simone Simpson (VF : Cindy Lemineur) : Kiesha Henderson (6 épisodes)
- Eric Mendenhall (VF : Stéphane Ronchewski) : Joey Toledo, le bras droit de Tobias Whale (6 épisodes)
- Gregg Henry (VF : Gabriel Le Doze) : Martin Proctor (5 épisodes)
- Anthony Reynolds (VF : Eric Marchal) : Deputy Chief Cayman (5 épisodes)
- Amanda Davis (VF : Véronique Augereau) : Joan Lincoln (5 épisodes)
- Jill Scott (VF : Odile Schmitt) : Lady Eve (4 épisodes)
- Tracey Bonner (VF : Sophie Riffont) : Lawanda White (épisodes 2, 7 et 8)
- Chantal Thuy (en) (VF : Jade Phan-Gia) : Grace Choi (épisodes 2 et 3)
- Edwina Findley (en) (VF : Corinne Wellong) : Tori Whale, la petite sœur de Tobias Whale (épisodes 4, 5 et 7)

Saison 2
- Bill Duke (VF : Achille Orsoni) : Agent Percy Odell
- Myles Truitt (VF : Simon Koukissa) : Issa Williams
- Robert Townsend (VF : Paul Borne) : Dr Napier Frank
- Madison Bailey (VF : Déborah Krey) : Wendy Hernandez
- Jennifer Riker (VF : Claudine Grémy) : Dr Helga Jace
- Erika Alexander (VF : Pascale Vital) : Perenna
- P. J. Byrne (VF : Philippe Siboulet) : Principal Mike Lowry
- Birgundi Baker (VF : Virginie Hénocq) : Anaya
- Eric Lynch (VF : Nessym Guetat) : Kwame Parker
- Reginald Robinso (VF : Franck Sportis) : Romel
- Kearran Giovanni (VF : Nathalie Spitzer) : Giselle Cutter
- RJ Cyler (VF : Diouc Koma) : Todd Green
- Hosea Sanchez (VF : Mike Fédée) : Marcus Bishop

## Production

### Développement
En septembre 2016, après de multiples stades de développement, Warner Bros. Television propose le projet de série à plusieurs chaînes. Le projet est dirigé par Mara Brock Akil et son mari, Salim Akil. Ceux-ci s'associent avec Greg Berlanti, qui est derrière plusieurs propriétés de DC Comics pour le studio. Peu de temps après, le projet arrive chez la chaîne Fox avec un engagement de la production d'un pilote, avec Salim Akil à la direction,.
En janvier 2017, Greg Berlanti a annoncé que si la série est commandée, elle ne sera pas présente dans l'univers partagé des autres séries DC Comics de The CW.
Cependant, Fox choisit de ne plus continuer de travailler sur le projet en décidant que cela « ne rentrerait pas correctement dans leur grille existante déjà bondée »,. Warner Bros. Television propose alors le projet à d'autres chaînes et The CW arrive pour porter le projet.
En février 2017, The CW déclare officiellement la commande d'un épisode pilote pour Black Lightning. The CW a également abandonné le scénario original du pilote, qui avait été écrit pour la Fox, et choisi de montrer une petite présentation à la place.
Le 10 mai 2017, la série est officiellement commandée.
Dans une interview, le président de The CW, Mark Pedowitz déclare que la série ne fera pas de crossover avec les autres séries DC de la chaîne : « Nous n'avons pas l'intention de faire un crossover à cinq séries. Pour le moment Black Lightning ne fait pas partie de l'univers partagé d’Arrow. Il est à part. Mais il y aura bel et bien un grand crossover à quatre séries à l'automne ». Le dernier point fait référence à l'événement de l’automne 2017, Crisis on Earth-X, réunissant les univers des quatre séries de l’Arrowverse (Arrow, The Flash, Legends of Tomorrow et Supergirl) dans un crossover en quatre parties.
Le 2 avril 2018, la série est renouvelée pour une deuxième saison par la chaîne.
Le 31 janvier 2019, la série est renouvelée pour une troisième saison.
Le 3 août 2019, la chaîne annonce que le personnage de Black Lightning apparaîtra dans le cross-over de la saison 2019-2020 Crisis in Infinite Earths aux côtés des autres séries de super héros de the CW.
Le 7 janvier 2020, la série est renouvelée pour une quatrième saison.
Le 12 novembre 2020, la chaîne The CW annonce qu'une série dérivée basée sur le personnage de Painkiller incarné par Jordan Calloway est en préparation et que le pilote sera diffusé dans la quatrième saison de Black Lightning.
Le 20 novembre 2020, la CW annonce que la saison 4 sera la dernière de la série.
Le 24 mai 2021, la CW annonce qu'elle abandonne le projet de série dérivée avec le personnage de Painkiller.

### Attribution des rôles
Cress Williams est choisi pour interpréter le super-héros Black Lightning alias Jefferson Pierce. Nafessa Williams et China Anne McClain camperont les rôles des filles du héros, Anissa et Jennifer Pierce. Christine Adams jouera le rôle de Lynn Pierce, l'ex-femme de Jefferson. Chantal Thuy est choisie pour jouer Grace Choi (méta-humaine) qui aura une romance avec Anissa Pierce.
Les créateurs du personnage Black Lightning Tony Isabella et Trevor Von Eeden font un caméo dans la série en incarnant deux juges pour le final de la saison 3, comme Stan Lee a pu le faire dans les films et séries télévisées.

### Tournage
Le tournage se déroule à Atlanta.

### Fiche technique
- Titre original : Black Lightning
- Création : Salim Akil et Mara Brock Akil (en)
- Réalisation : Salim Akil et Mara Brock Akil
- Scénario : Salim Akil et Mara Brock Akil
- Direction artistique : Arma Benoit
- Décors : Jon Connoly
- Costumes : Laura Jean Shannon et Rebecca Gregg
- Photographie : Scott Peck et Eduardo Enrique Mayén
- Montage : Marc Pollon, Arman Tahmizyan et Andrew Kasch
- Musique : Kurt Farquhar (en)
- Casting : Olubajo Sonubi, Bonnie Grisan et Precious Bright
- Production : Pascal Vershooris
  - Production exécutive : Salim Akil, Greg Berlanti, Mara Brock Akil et Sarah Schechter
- Sociétés de production : Akil Productions (en), Berlanti Productions et Warner Bros. Television
- Sociétés de distribution :
  - The CW (États-Unis)
- Pays d'origine :  États-Unis
- Langue originale : anglais
- Format : couleur - 16:9 HD - son stéréo
- Genre : d'action, de super-héros, dramatique
- Durée : 58 x 42 minutes

 Sauf indication contraire, les informations mentionnées dans cette section peuvent être confirmées par la base de données cinématographiques IMDb,  présente dans la section « Liens externes ».

## Épisodes
| Saison | Saison | Nombre d'épisodes | Diffusion originale sur The CW | Diffusion originale sur The CW |
| Saison | Saison | Nombre d'épisodes | Début de saison                | Fin de saison                  |
| ------ | ------ | ----------------- | ------------------------------ | ------------------------------ |
|        | 1      | 13                | 16 janvier 2018                | 17 avril 2018                  |
|        | 2      | 16                | 9 octobre 2018                 | 18 mars 2019                   |
|        | 3      | 16                | 7 octobre 2019                 | 9 mars 2020                    |
|        | 4      | 13                | 8 février 2021                 | 24 mai 2021                    |

### Première saison (2018)
1. La Résurrection (The Resurrection)
2. LaWanda : Le Livre de l'espérance (LaWanda: The Book of Hope)
3. LaWanda : Le Livre de l'inhumation (LaWanda: The Book of Burial)
4. Jésus noir (Black Jesus)
5. Puis le diable apporta la peste : Le Livre du Green Light (And Then the Devil Brought the Plague: The Book of Green Light)
6. Trois sept: Le livre du tonnerre (Three Sevens: The Book of Thunder)
7. Équinoxe : Le Livre du destin (Equinox: The Book of Fate)
8. Le Livre des révélations (The Book of Revelations)
9. Le Livre des méchants petits mensonges (The Book of Little Black Lies)
10. Les Pêchés du père : Le Livre de la rédemption (Sins of the Father: The Book of Redemption)
11. Jésus noir : Le Livre de la crucifixion (Black Jesus: The Book of Crucifixion)
12. La Résurrection et la lumière: Le livre de la douleur (The Resurrection and the Light: The Book of Pain)
13. L'Ombre de la mort : Le Livre de la guerre (Shadow of Death)

### Deuxième saison (2018-2019)
Cette saison de seize épisodes a été diffusée du 9 octobre 2018 au 18 mars 2019 sur The CW, aux États-Unis.
1. Le Livre des conséquences: Chapitre un: L'ascension des bébés Green Light (The Book of Consequences: Chapter One: Rise of the Green Light Babies)
2. Le Livre des conséquences: Chapitre deux: Le Blues du Jésus noir (The Book of Consequences: Chapter Two: Black Jesus Blues)
3. Le Livre des conséquences : Chapitre trois : Missié Lowry (The Book of Consequences: Chapter Three: Master Lowry)
4. Le Livre des conséquences: Chapitre quatre: Translucide (The Book of Consequences: Chapter Four: Translucent Freak)
5. Le Livre du sang : Chapitre un : Requiem (The Book of Blood: Chapter One: Requiem)
6. Le Livre du sang : Chapitre deux : Les perdis (The Book of Blood: Chapter Two: The Perdi)
7. Le Livre du sang : Chapitre trois : Les sangés (The Book of Blood: Chapter Three: The Sange)
8. Le Livre de la révolte : Chapitre un : L'exode (The Book of Rebellion: Chapter One: Exodus)
9. Le Livre de la révolte : Chapitre deux : Le don (The Book of Rebellion: Chapter Two: Gift of Magi)
10. Le Livre de la révolte : Chapitre trois : Les anges noirs (The Book of Rebellion: Chapter Three: Angelitos Negros)
11. Le Livre des secrets : Chapitre un : Le fils prodigue (The Book of Secrets: Chapter One: Prodigal Son)
12. Le Livre des secrets : Chapitre deux : Juste et injuste (The Book of Secrets: Chapter Two: Just and Unjust)
13. Le Livre des secrets : Chapitre trois : La colonne de feu (The Book of Secrets: Chapter Three: Pillar of Fire)
14. Le Livre des secrets : Chapitre quatre : Péché originel (The Book of Secrets: Chapter Four: Original Sin)
15. Le Livre de l'apocalypse : Chapitre un : L'alpha (The Book of the Apocalypse : Chapter One: The Alpha)
16. Le Livre de l'apocalypse : Chapitre deux : L'omega (The Book of the Apocalypse : Chapter Two: The Omega)

### Troisième saison (2019-2020)
Elle est diffusée depuis le 7 octobre 2019.
1. Le Livre de l'occupation : Chapitre un : La naissance de Blackbird (The Book of Occupation: Chapter One: Birth of Blackbird)
2. Le Livre de l'occupation : Chapitre deux : Le tasbih de Maryam (The Book of Occupation: Chapter Two: Maryam's Tasbih)
3. Le Livre de l'occupation : Chapitre trois : Les chimères de l'agent Odell (The Book of Occupation: Chapter Three: Agent Odell's Pipe-Dream)
4. Le Livre de l'occupation : Chapitre quatre : L'ouroboros de Lynn (The Book of Occupation: Chapter Four: Lynn's Ouroboros)
5. Le Livre de l'occupation : Chapitre cinq : Requiem pour Tavon (The Book of Occupation: Chapter Five: Requiem for Tavon)
6. Le Livre de la résistance : Chapitre un : Knocking on Heaven's Door (The Book of Resistance: Chapter One: Knocking on Heaven's Door)
7. Le Livre de la résistance : Chapitre deux : L'opus d'Henderson (The Book of Resistance: Chapter Two: Henderson's Opus)
8. Le Livre de la résistance : Chapitre trois : La bataille de Franklin Terrace (The Book of Resistance: Chapter Three: The Battle of Franklin Terrace)
9. Le Livre de la résistance : Chapitre quatre : Terre en crise (The Book of Resistance: Chapter Four: Earth Crisis)
10. Le Livre de la Markovie : Chapitre un : Bénédictions et malédictions réincarnées (The Book of Markovia: Chapter One: Blessings and Curses Reborn)
11. Le Livre de la Markovie : Chapitre deux : L'addiction de Lynn (The Book of Markovia: Chapter Two: Lynn's Addiction)
12. Le Livre de la Markovie : Chapitre trois : Sans mère (The Book of Markovia: Chapter Three: Motherless ID)
13. Le Livre de la Markovie : Chapitre quatre : Représailles (The Book of Markovia: Chapter Four: Grab the Strap)
14. Le Livre de la guerre : Chapitre un : Retour à Freeland (The Book of War: Chapter One: Homecoming)
15. Le Livre de la guerre : Chapitre deux : Le prix de la liberté (The Book of War: Chapter Two: Freedom Ain't Free)
16. Le Livre de la guerre : Chapitre trois : Libération (The Book of War: Chapter Three: Liberation)

### Quatrième saison (2021)
Cette dernière saison a été diffusée du 8 février 2021 au 24 mai 2021 sur The CW.
1. Le Livre de la reconstruction : Chapitre un : Dommage collatéral (The Book of Reconstruction: Chapter One: Collateral Damage)
2. Le Livre de la reconstruction : Chapitre deux : Pertes inacceptables (The Book of Reconstruction: Chapter Two: Unacceptable Losses)
3. Le Livre de la reconstruction : Chapitre trois : En dépit de ma rage (The Book of Reconstruction: Chapter Three: Despite All My Rage…)
4. Le Livre de la reconstruction : Chapitre quatre : Une lueur dans les ténèbres (The Book of Reconstruction: Chapter Four: A Light in the Darkness)
5. Le Livre de la désolation : Chapitre un : À corps perdu (The Book of Ruin: Chapter One: Picking Up the Pieces)
6. Le Livre de la désolation : Chapitre deux : Le bateau de Thésée (The Book of Ruin: Chapter Two: Theseus's Ship)
7. Painkiller (Painkiller)
8. Le Livre de la désolation : Chapitre trois : Tout s'effondre (The Book of Ruin: Chapter Three: Things Fall Apart)
9. Le Livre de la désolation : Chapitre quatre : Souffrances (The Book of Ruin: Chapter Four: Lyding)
10. Le Livre de la réunification : Chapitre un : Révélations (The Book of Reunification: Chapter One: Revelations)
11. Le Livre de la réunification : Chapitre deux : Sans autre forme de procès (The Book of Reunification: Chapter Two: Trial and Errors)
12. Le Livre de la résurrection : Chapitre un : La croisée de chemins (The Book of Resurrection: Chapter One: Crossroads)
13. Le Livre de la résurrection : Chapitre deux : Dénouement (The Book of Resurrection: Chapter Two: Closure)

## Réception critique
| Saison | Saison | Critique           | Critique              |
| Saison | Saison | Rotten Tomatoes    | Metacritic            |
| ------ | ------ | ------------------ | --------------------- |
|        | 1      | 96% (43 critiques) | 79/100 (25 critiques) |
|        | 2      | 91% (10 critiques) | À venir               |
|        | 3      | 100% (6 critiques) | À venir               |

## Sorties DVD et disques Blu-ray
- La série ne sort en France que sur le support DVD pour la première saison.
- Warner annonce qu'il ne sortira pas la série sur le support Blu-ray à l'international pour les saisons suivantes celles de la première. Les autres saisons sortent chez Warner Home Archives sur ce support pour le territoire américain mais continue de sortir chez Warner Home Vidéo dans les autres pays uniquement en DVD.

| Intitulé du coffret                          | Nombre d'épisodes | Dates de sortie     | Dates de sortie | Dates de sortie      | Nombre de disques | Nombre de disques | Société de distribution |
| Intitulé du coffret                          | Nombre d'épisodes | États-Unis (Zone 1) | France (Zone 2) | Royaume-Uni (Zone 2) | DVD               | Blu-ray           | Société de distribution |
| -------------------------------------------- | ----------------- | ------------------- | --------------- | -------------------- | ----------------- | ----------------- | ----------------------- |
| Black Lightning - Intégrale de la saison 1   | 13                | 26 juin 2018,       | 23 janvier 2019 | 28 janvier 2019      | 3                 | 2                 | Warner Home Vidéo       |
| Black Lightning - The Complete Second Season | 16                | 8 octobre 2019      | -               | 30 décembre 2019     | 3                 | 3                 | Warner Home Vidéo       |
| Black Lightning - The Complete Third Season  | 16                | 27 octobre 2020     | -               | 29 mars 2021         | 3                 | 3                 | Warner Home Vidéo       |